# Mi lưng nâu
Mi lưng nâu (danh pháp hai phần: Heterophasia annectens) là một loài chim trong họ Leiothrichidae.
Loài chim này được tìm thấy ở Bhutan, Trung Quốc, Ấn Độ, Lào, Myanmar, Nepal, Thái Lan, và Việt Nam. Môi trường sống tự nhiên của chúng là rừng ẩm vùng đất thấp nhiệt đới hoặc cận nhiệt đới và rừng núi ẩm nhiệt đới hoặc cận nhiệt đới.